# Liste von völkerrechtlichen Übereinkommen über Chemiewaffen
Die Liste von völkerrechtlichen Übereinkommen über Chemiewaffen nennt verschiedene völkerrechtliche Übereinkünfte, die der Ächtung von Chemischen Waffen dienen, darunter:
- Artikel 23 der Haager Landkriegsordnung (Anlage zur Haager Konvention) von 1899 und 1907,
- Artikel V des Vertrags in Bezug auf die Nutzung von U-Booten und Schadgasen in der Kriegführung vom 6. Februar 1921 (nicht in Kraft getreten),[1]
- das Protokoll über das Verbot der Verwendung von erstickenden, giftigen oder ähnlichen Gasen sowie von bakteriologischen Mitteln im Kriege (Genfer Protokoll) vom 17. Juni 1925,
- das Übereinkommen über das Verbot der Entwicklung, Herstellung, Lagerung und des Einsatzes chemischer Waffen und über die Vernichtung solcher Waffen (Chemiewaffenkonvention) vom 29. April 1997.

Mehrere UN-Resolutionen ermahnten Konfliktparteien zum Verzicht auf Chemiewaffen:
- Die UN-Resolution 582 (1986) vom 24. Februar 1986[2] stellte den Einsatz von Giftgas fest und ermahnte beide Konfliktparteien Iran und Irak sich an das Genfer Protokoll zu halten. Hintergrund war der Irak-Iran-Krieg und der irakische Chemiewaffeneinsatz.
- Die UN-Resolution 612 (1988) vom 9. Mai 1988 ermahnte Iran und Irak, auf den Einsatz chemischer Waffen verzichten.[3]

1997 wurde die Organisation für das Verbot chemischer Waffen zur Kontrolle der Einhaltung der Chemiewaffenkonvention gegründet.